# Gipfelbalz
Gipfelbalz, oder englisch hilltopping, bezeichnet das besondere Verhalten mancher Insekten – beispielsweise einiger Schmetterlinge, Käfer, Libellen und Haut- oder Zweiflügler – hervorgehobene Orte im Gelände aufzusuchen, in erster Linie um Geschlechtspartner zu finden. Dazu fliegen die Männchen zu gewissen Zeiten an bestimmte exponierte Stellen im Gelände, wie Hügelspitzen oder Bergkuppen, und versuchen, ein möglichst weit oben gelegenes Areal zu besetzen und Rivalen zu verdrängen. Paarungsbereite Weibchen fliegen dann solche Orte an, um Männchen zu suchen. Besonders bei weit verstreut lebenden Tieren beziehungsweise seltener vorkommenden Arten ist dieses Verhalten zu beobachten und oft ermöglicht es erst, Geschlechtspartner zu treffen, auszuwählen und sich fortzupflanzen. 
Tiere mit einem ausgeprägten Verhalten, sich zur Gipfelbalz zu treffen, sind z. B. Schwalbenschwanz und Segelfalter.
Eine besondere Form von Gipfelbalz oder Hilltopping stellt die Wipfelbalz oder das Treetopping dar.